# Stellaria cherleriae
Stellaria cherleriae là loài thực vật có hoa thuộc họ Cẩm chướng. Loài này được (Fisch. ex Ser.) F.N. Williams miêu tả khoa học đầu tiên năm 1907.